# Scyphostegiaceae
Scyphostegiaceae is een botanische naam in de rang van familie. Een familie onder deze naam wordt met enige regelmaat erkend door systemen voor plantentaxonomie:
- het Cronquist-systeem (1981) plaatst de familie in de orde Violales.
- het APG-systeem (1998) plaatst de familie in de orde Malpighiales.
- het APG II-systeem (2003) erkent de familie niet en deelt de betreffende planten in bij de familie Salicaceae.
- het ToLweb [5 dec 2007] voert aan dat de familie toch wel bestaansrecht heeft: de familie Salicaceae volgens APG II dient dan gesplitst te worden, waarbij dan de families Samydaceae en Scyphostegiaceae ontstaan.

Het gaat om een heel kleine familie van één soort, Scyphostegia borneensis, die voorkomt op Borneo.